# August Hirt
August Erwin Theobald Hirt (* 29. April 1898 in Mannheim; † 2. Juni 1945 in Schönenbach) war ein Anatom deutscher und schweizerischer Nationalität. Er hatte Professuren an den Universitäten Heidelberg, Greifswald und Frankfurt sowie der Reichsuniversität Straßburg inne. Hirt führte Menschenversuche mit dem Kampfstoff Senfgas (Lost) an Häftlingen des KZ Natzweiler-Struthof durch und war maßgeblich an der Ermordung von 86 jüdischen Häftlingen aus dem KZ Auschwitz beteiligt, die zur Anlage der Straßburger Schädelsammlung am dortigen Anatomischen Institut dienen sollten.

## Leben

### Ausbildung und akademischer Werdegang
August Hirt war eines von neun Geschwistern in der Familie Hirt. Sein Vater Johannes Hirt war ein Kaufmann, seine Mutter war Charlotte Maria Katharina Hirt. Beide Eltern besassen die Schweizer Staatsangehörigkeit.
August Hirt besuchte das Karl-Friedrich-Gymnasium in Mannheim. 1914 meldete sich der Gymnasiast freiwillig zur Teilnahme am Ersten Weltkrieg. Im Oktober 1916 wurde er durch einen Durchschuss des Oberkiefers verletzt. Ausgezeichnet mit dem Eisernen Kreuz II. Klasse kehrte Hirt nach Mannheim zurück und legte 1917 sein Abitur ab. Anschließend studierte er an der Universität Heidelberg Medizin. Er war Mitglied der Burschenschaft Normannia zu Heidelberg. 1921 nahm er zusätzlich die deutsche Staatsbürgerschaft an. Hirt promovierte 1922 mit der Schrift Der Grenzstrang des Sympathicus bei einigen Sauriern. Anschließend war er am Anatomischen Institut der Universität Heidelberg tätig, 1925 habilitierte er sich mit der Habilitationsschrift Über den Faserverlauf der Nierennerven. Ab 1930 war er außerordentlicher Professor am Institut.
August Hirt trat im September 1932 dem Kampfbund für deutsche Kultur bei. Am 1. April 1933 folgte die Mitgliedschaft in der SS (Mitgliedsnummer 100.414), in der Hirt bis 1944 zum Sturmbannführer aufstieg. Ab dem 1. März 1942 gehörte er dem Persönlichen Stab Reichsführer SS an. Zum 1. Mai 1937 trat Hirt der NSDAP bei (Mitgliedsnummer 4.012.784).

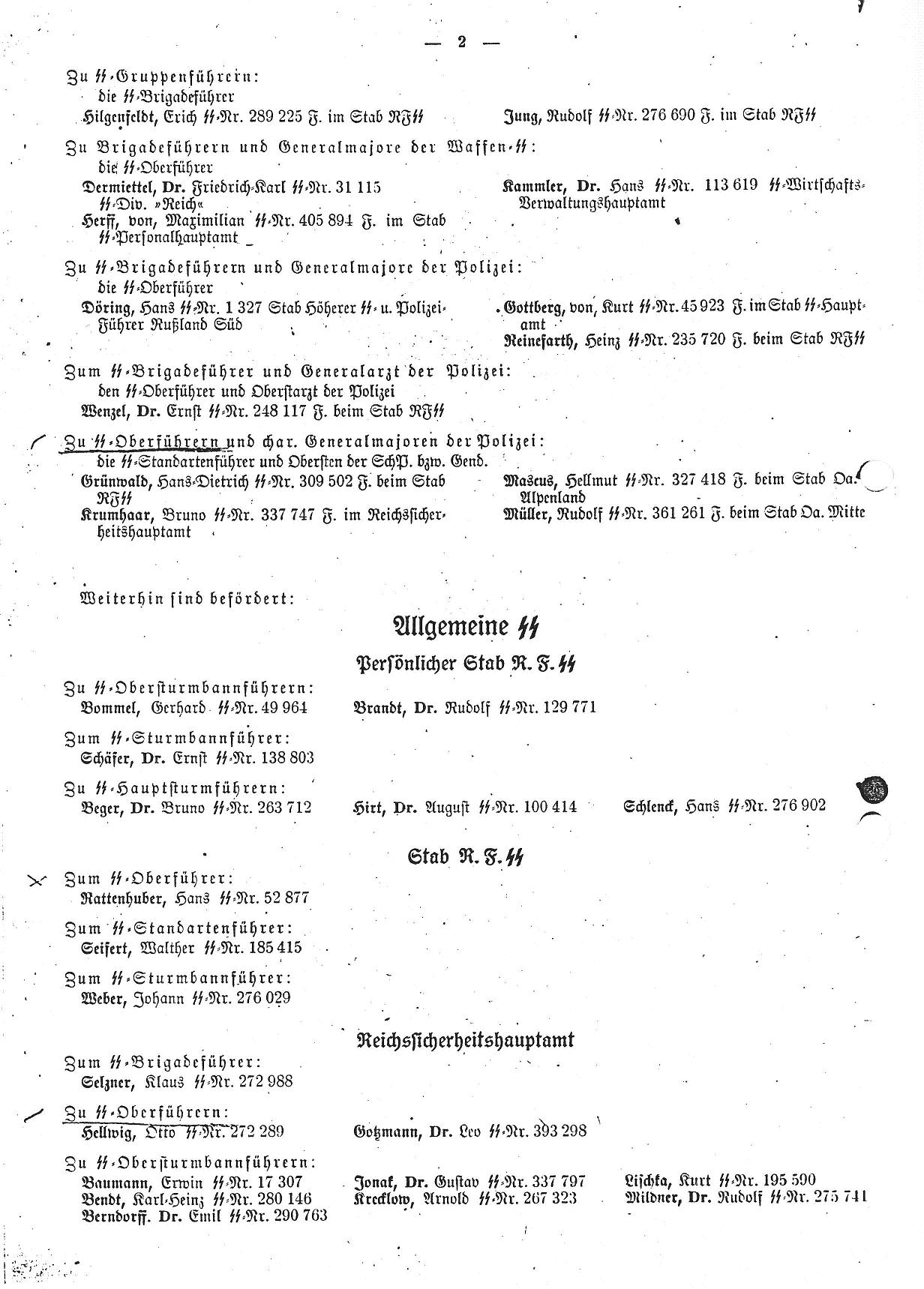
Beförderung zum SS-Hauptsturmführer an Hitlers Geburtstag 1942 im SS-Verordnungsblatt

Ab dem 1. April 1936 war Hirt ordentlicher Professor und Direktor des Anatomischen Instituts der Universität Greifswald, zum 1. Oktober 1938 ging er in gleicher Position an die Universität Frankfurt, während der dortige Ordinarius Wilhelm Pfuhl nach Greifswald wechselte. Als Oberarzt im Heer von August 1939 bis April 1941 nahm Hirt am Westfeldzug teil. Ab dem 1. Oktober 1941 war er Direktor des Anatomischen Instituts der neugegründeten Reichsuniversität Straßburg.
Hirt heiratete am 25. September 1923 Marie Frieda Häffner, er  wurde Vater eines Sohnes und einer Tochter.

### Wissenschaftliches Wirken und Menschenversuche
August Hirt beschäftigte sich seit den Anfängen seiner beruflichen Tätigkeit vor allem mit dem Einfluss des Sympathikus auf Organsysteme. Ab Ende der 1920er Jahre kam die Beschäftigung mit der sogenannten Intravitalmikroskopie, einer Form der Fluoreszenzmikroskopie zur Untersuchung lebenden Gewebes, hinzu. Diese Forschungen führte Hirt größtenteils in Zusammenarbeit mit dem Pharmakologen Philipp Ellinger durch, der 1933 gemäß dem Gesetz zur Wiederherstellung des Berufsbeamtentums entlassen wurde und daraufhin nach England emigrierte. Hirt propagierte den Einsatz dieser Technik bei der Therapie von Krebserkrankungen und von Schäden durch den Kampfstoff Lost (Senfgas).

#### Lostversuche
Während seiner Einberufung zur Wehrmacht war Hirt 1939 kurzzeitig an das Institut für Pharmakologie und Wehrtoxikologie der Militärärztlichen Akademie in Berlin abkommandiert, wo er Versuche mit dem Kampfstoff Senfgas (Lost) durchführte. In den Versuchen hatte Hirt die therapeutische Wirkung von Trypaflavin bei Lostschädigungen untersucht, sowohl im Tierversuch als auch an zwei Probanden der Militärakademie. Laut Hirt wurde die Heilung des geschädigten Gewebes „zweifellos beschleunigt.“ Der Leiter des Instituts, der Toxikologe Wolfgang Wirth, äußerte in einer Vernehmung nach Ende des Krieges, dass man sich davon überzeugt habe, „daß an der Sache nichts ist. Hirt selbst hat Versuche bei uns gemacht und auch welche vorgeführt. Das Ganze entwickelte sich immer mit sehr viel Getöse“. Laut Wirth bat man um die Ablösung Hirts und äußerte sich hinsichtlich seiner Versuche ablehnend gegenüber der Heeresinspektion. Hirt stellte die „Beschränkung seines Kommandos“ als Grund für die unvollendeten Versuche dar.
Die Erkenntnisse aus den Versuchen mit Lost-Kampfstoff verwendete Hirt nach eigenem Bekunden auch während seiner Abkommandierung an die Westfront: Er behandelte einen Apotheker mit Trypaflavin und Umschlägen, der sich bei einem Laboratoriumsunfall die Hand mit Lost verletzt hatte. Diese „Behandlung“, von deren Wirksamkeit sich Hirt überzeugt zeigte, muss entweder im Herbst 1939 oder direkt vor der Offensive gegen Frankreich (Mai 1940) stattgefunden haben, denn zwischenzeitlich (ab Anfang Januar 1941) war Hirt wieder an die Universität Frankfurt zurückkommandiert.
In dieser Frankfurter Zeit Anfang 1940 stellte Hirt weitere Versuche mit dem Kampfstoff an: Laut seinem Bericht versuchte er, das „Verhalten“ des Kampfstoffes im lebenden Organismus mittels Fluoreszenzmikroskopie zu verfolgen. Dazu wurden Versuche an Ratten gemacht, denen prophylaktisch Retinol (Vitamin A) in hohen Dosen verabreicht wurde, wodurch nach Hirts Darstellung die Überlebenszeit der Tiere verlängert werden konnte. Entsprechende Versuche am Menschen waren geplant, fanden aber nach Hirts Aussage nicht statt, da er zu Beginn des Westfeldzugs zu seiner Einheit zurückkehren musste.
Zur Eröffnung der Reichsuniversität Straßburg am 23. November 1941 traf Hirt mit Wolfram Sievers, Reichsgeschäftsführer der Forschungsgemeinschaft Deutsches Ahnenerbe, zusammen. Zum Jahresende wies Rudolf Brandt, Referent Heinrich Himmlers, Sievers schriftlich an, dass man Hirt „die Möglichkeit geben möge, mit Gefangenen und mit Berufsverbrechern, die sowieso nicht mehr in Freiheit kommen und mit den für eine Hinrichtung vorgesehenen Personen Versuche jeder Art anzustellen.“ Ende 1941, Anfang 1942 musste Hirt seine Versuche mit Kampfstoffen in Straßburg für längere Zeit wegen einer schweren Erkrankung mit Lungenblutungen unterbrechen, die Sievers in einer späteren Aktennotiz vom 26. Juni 1942 (NO-2210) mit den Lost-Versuchen in Zusammenhang brachte.
Am 17. Januar 1942 fragte Sievers bei Hirt hinsichtlich einer möglichen Mitarbeit an einem Projekt zur „Erforschung und Bekämpfung der auf den Menschen einwirkenden Insekten“ an, das Himmler angeordnet hatte. Im Laufe des Frühjahrs plante man Hirt schließlich für Forschungen zur Rattenbekämpfung ein. Hirt zog die Möglichkeit des Einsatzes von Lost in Erwägung und nahm trotz eines Mangels an Mitarbeitern und Versuchstieren die Experimente an Tieren in Straßburg auf. Für Menschenversuche schlug Wolfram Sievers das KZ Dachau vor, ausgewählt wurde letztlich das KZ Natzweiler-Struthof. Im Juli 1942 wurde das Institut für wehrwissenschaftliche Zweckforschung im „Ahnenerbe“ begründet und Hirt zum Leiter der Abteilung H (Hirt) ernannt. Um seine erneute Einberufung in die Wehrmacht zu vermeiden, wurde Hirt in die Waffen-SS übernommen.
Im November 1942 begann August Hirt gemeinsam mit dem Luftwaffenarzt Karl Wimmer und dem Anatomen Anton Kiesselbach mit den Menschenversuchen im KZ Natzweiler-Struthof. Bereits im Oktober hatte man Häftlinge für die Experimente ausgewählt und ihre Tauglichkeit für die Versuche mittels erhöhter Nahrungsrationen herzustellen versucht. Die erste Versuchsreihe wurde aufgrund unzureichender Qualität der Chemikalie abgebrochen, mit einer neuen Lieferung verliefen die Experimente hingegen zu Hirts Zufriedenheit. Die Versuche beschrieb der ehemalige Kapo Ferdinand Holl nach Ende des Krieges: Unter Aufsicht Hirts brachte Karl Wimmer den flüssigen Kampfstoff auf die Unterarme der Häftlinge auf, nach zehn Stunden traten an den Körpern Brandwunden auf, die Häftlinge erlitten starke Schmerzen, einige erblindeten. Die Wunden wurden täglich photographisch dokumentiert. Nach fünf oder sechs Tagen starb der erste Häftling, ihm folgten sieben weitere, darunter Häftling Nr. 1656, der am 21. Dezember 1942 verstorbene vermutliche Homosexuelle Karl Kirn (geboren 1907) aus Nagold. Die zerstörten inneren Organe der Toten wurden entnommen und untersucht, die Überlebenden transportierte man nach etwa zwei Monaten in andere Lager. Nach Aussage von Josef Kramer, ab Mai 1942 Kommandant des Lagers, und eines ehemaligen Häftlings war auch der Internist Otto Bickenbach an diesen Versuchen beteiligt.
Weitere Versuche mit der Lost-Prophylaxe durch Vitamingabe wurden unter Hirts Verantwortung größtenteils von Otto Bickenbach durchgeführt. Am 12. April 1943 meldete der Lagerkommandant von Natzweiler-Struthof die Fertigstellung einer zwanzig Kubikmeter großen Gaskammer. Jeweils vier von Bickenbach ausgewählte Häftlinge mussten die Kammer betreten und dann eine gasgefüllte Ampulle zertreten. Laut Holl wurden während dessen Zeit im Lager (bis 1943) insgesamt etwa 150 Personen, aufgeteilt in Gruppen zu 30 Häftlingen, diesen Versuchen unterzogen. In den ersten Gruppen starben durchschnittlich sieben oder acht Häftlinge, die Überlebenden wurden in andere Konzentrations- und Vernichtungslager verbracht. Im Sommer 1943 erhielt Hirt für seine Lost-Versuche und die Fluoreszenzmikroskopie das Kriegsverdienstkreuz II. Klasse mit Schwertern.
Die Dringlichkeit der Versuche mit Kampfstoffen wurde im März 1944 von Karl Brandt angemahnt, worauf Wolfram Sievers diesem einen Bericht über die Versuche Hirts zukommen ließ. Weiterhin wurde ein Behandlungsvorschlag für Kampfstoffverletzungen mit Lost übergeben, den Hirt und Wimmer auf Grundlage der durchgeführten Versuche verfasst hatten.

#### Skelettsammlung

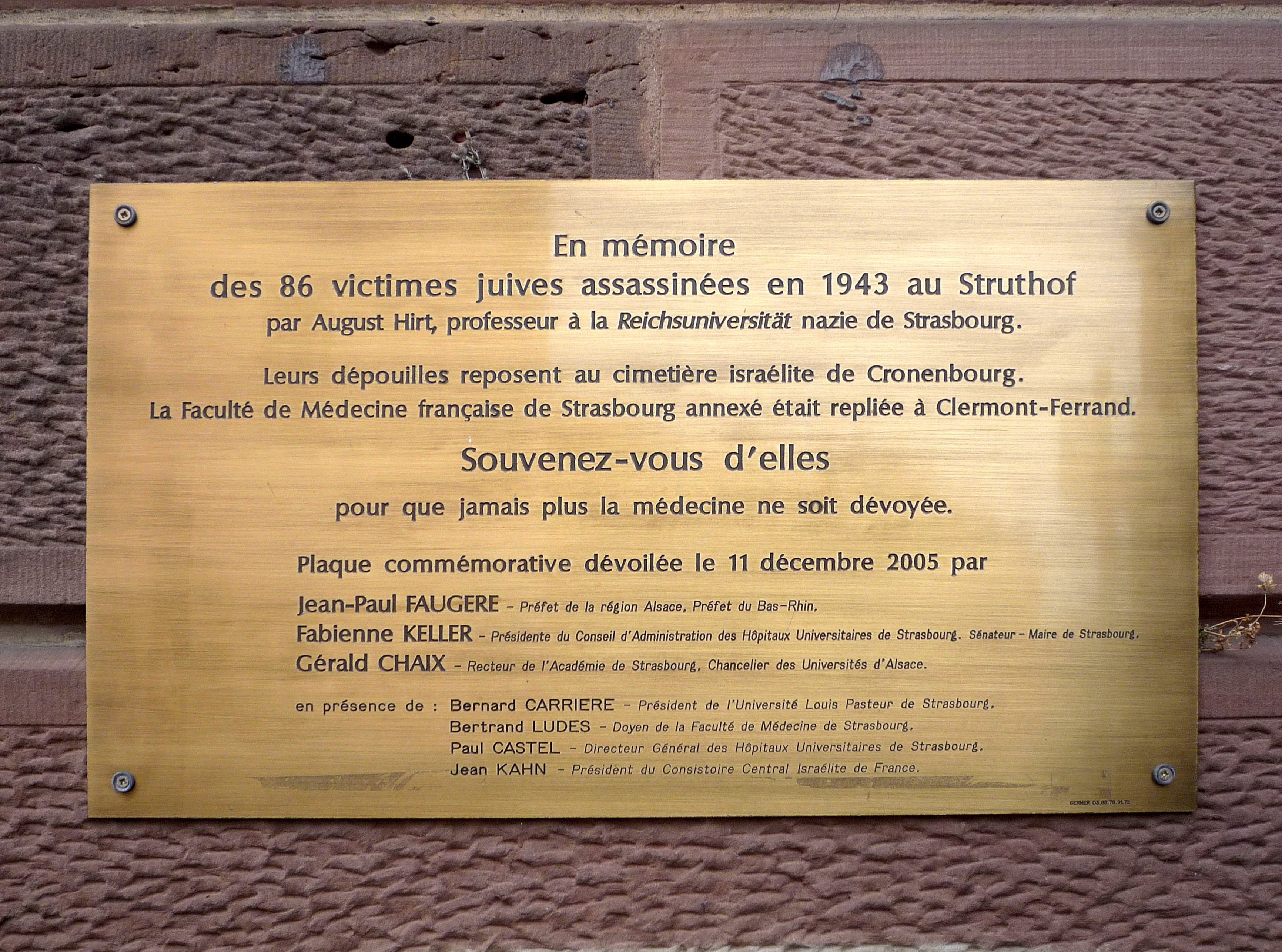
Gedenktafel für die im KZ Natzweiler-Struthof ermordeten Häftlinge am Institut für Anatomie der Universität Straßburg

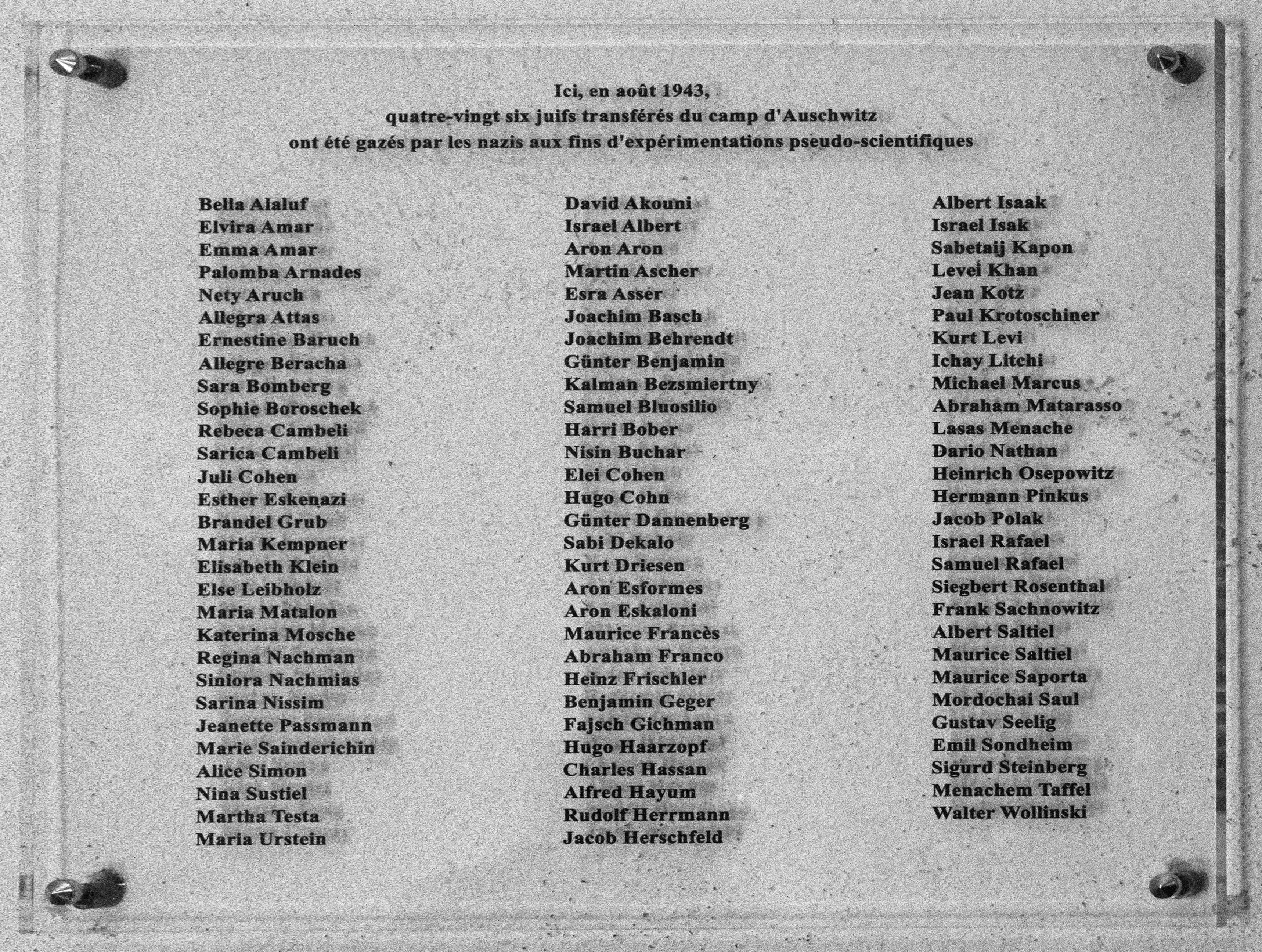
Gedenkplakette in Natzweiler-Struthof mit 86 Namen von Ermordeten

Hirts Bericht zu seinen bisherigen Lost-Forschungen und den Möglichkeiten seiner als „Intravitalmikroskopie“ bezeichneten Fluoreszenzmikroskopie, der am 9. Februar 1942 von Sievers an Brandt weitergeleitet wurde, enthielt einen „Vorschlag zur Sicherstellung der Schädel von jüdisch-bolschewistischen Kommissaren“, nach dem gefangengenommene Politkommissare systematisch zu vermessen und anschließend zu ermorden seien, um deren Schädel einer Sammlung in Straßburg zuzuführen.

„Nahezu von allen Rassen und Völkern sind umfangreiche Schädelsammlungen vorhanden. Nur von den Juden stehen der Wissenschaft so wenig Schädel zur Verfügung, daß ihre Bearbeitung keine gesicherten Ergebnisse zuläßt. Der Krieg im Osten bietet uns jetzt die Gelegenheit, diesem Mangel abzuhelfen. In den jüdisch-bolschewistischen Kommissaren, die ein widerliches, aber charakteristisches Untermenschentum verkörpern, haben wir die Möglichkeit, ein greifbares wissenschaftliches Dokument zu erwerben, indem wir uns ihre Schädel sichern. […] Der zur Sicherstellung des Materials Beauftragte […] hat eine vorher festgelegte Reihe photographischer Aufnahmen und anthropologischer Messungen zu machen und, soweit möglich, Herkunft, Geburtsdaten und andere Personalangaben festzustellen. Nach dem danach herbeigeführten Tode des Juden, dessen Kopf nicht verletzt werden darf, trennt er den Kopf vom Rumpf und sendet ihn in eine Konservierungsflüssigkeit gebettet in eigens zu diesem Zwecke geschaffenen und gut verschließbaren Blechbehältern zum Bestimmungsort.“

Ob der Vorschlag tatsächlich von Hirt stammte, wurde wiederholt unterschiedlich beurteilt. Die Generalstaatsanwaltschaft Frankfurt am Main ging bei der Anklage des Anthropologen Bruno Beger 1968 davon aus, dass dieser den Text verfasst hatte. In seinem Urteil vom April 1971 kam das Landgericht Frankfurt am Main hingegen zu dem Schluss, dass Beger bei seiner Vermessungstätigkeit das endgültige Schicksal der Betroffenen nicht bekannt war. Bruno Beger, für das „Ahnenerbe“ tätig, kam durch die Vermittlung von Wolfram Sievers mit August Hirt in Kontakt. Innerhalb des „Ahnenerbes“ trug das Vorhaben, das später zu einer „Skelettsammlung Fremdrassiger“ umkonzipiert wurde, den Namen „Auftrag Beger“.
Im Juni 1943 suchten Bruno Beger und Hans Fleischhacker im KZ Auschwitz 115 jüdische Häftlinge aus und begannen sie anthropometrisch zu vermessen. Die Frauen unter ihnen waren zuvor alle in Block 10 im Stammlager Auschwitz untergebracht. 89 Häftlinge wurden bei Ausbruch einer Epidemie in Quarantäne gesperrt. 26 sind bis heute verschollen. Von den 89 starben drei in Quarantäne, die anderen 86 wurden hektisch ins KZ Natzweiler-Struthof deportiert, wo nach ihrer Ankunft Anfang August 1943 eine improvisierte Gaskammer errichtet wurde. Nachdem Beger an den Opfern Blutgruppen- und Röntgenuntersuchungen vorgenommen hatte, wurden sie im Verlauf des August vom Lagerkommandanten Josef Kramer vergast, das benötigte Blausäuresalz hatte ihm Hirt persönlich übergeben. Die Absicht, die Skelette für eine Sammlung zu präparieren, wurde nicht verwirklicht. Die Leichen wurden bei der Befreiung Straßburgs entdeckt und 1951 auf dem jüdischen Friedhof in Strasbourg-Cronenbourg beigesetzt.
2015 wurden im Gerichtsmedizinischen Institut der Universität Straßburg weitere sterbliche Überreste von Opfern Hirts gefunden. Sie sollen neben den anderen Opfern auf dem jüdischen Friedhof in Straßburg bestattet werden.

### Kriegsende und Tod
Während eines alliierten Bombenangriffs auf Straßburg kamen am 25. September 1944 Hirts Ehefrau und Sohn ums Leben. Nach der Befreiung Straßburgs Ende November 1944 floh August Hirt mit seiner Tochter nach Tübingen, wo er sich bis zur Besetzung Württembergs durch die Alliierten aufhielt, dann tauchte er bei Bauern im Schwarzwald unter. Hirt war gesundheitlich angeschlagen, einerseits infolge Verletzungen aus dem Ersten Weltkrieg (welche Nahrungsaufnahme und Sprechen erschwerten), andererseits aufgrund der Exposition gegenüber Lost im Jahr 1942. Am 2. Juni 1945 erschoss er sich (Herzschuss) in Schönenbach und wurde auf dem Friedhof in Grafenhausen beerdigt.
In der Schweiz wurde noch bis Ende der 1950er Jahre nach Hirt gefahndet, ein französisches Militärgericht in Metz verurteilte ihn am 23. Dezember 1953 in Abwesenheit zum Tode.

## Nachwirkung
Der Historiker Hans-Joachim Lang veröffentlichte 2004 das Buch Die Namen der Nummern, in dem er seine Recherchen über das Verbrechen und die 86 Opfer veröffentlichte. Lang hat anhand der Häftlingsnummern, die ein elsässischer Mitarbeiter am Straßburger Institut für Anatomie, Henri Henripierre, notiert hatte, die Namen der Opfer identifiziert und anhand umfangreicher weiterer Recherchen auch Lebensläufe rekonstruieren können. Auf dieser Grundlage konnte an dem Massengrab auf dem jüdischen Friedhof von Straßburg, in dem die Opfer beigesetzt sind, ein Grabstein errichtet werden, auf dem alle 86 Namen verzeichnet sind. Der Grabstein wurde am 11. Dezember 2005 im Rahmen einer öffentlichen Feier, an der auch Angehörige der Opfer teilnahmen, enthüllt.
Rolf Hochhuths Erstlingswerk Der Stellvertreter von 1963 lässt Hirt in der zweiten Szene des ersten Akts im Kreise anderer Personen des Nationalsozialismus wie Adolf Eichmann beim Kegeln auftreten. Er repräsentiert hier den Typus des NS-Wissenschaftlers, der sich durch „wissenschaftlich gepflegte Idiotie und Grausamkeit, [die] selbst noch das branchenübliche Maß vieler prominenter SS-Mediziner übertraf“ (Hochhuth), auszeichnet.

## Dokumentarfilme
- Die Namen der 86 (Le nom des 86), Film von Emmanuel Heyd und Raphael Toledano, Dora Films, 2014, 63' (fr, en, de).
- Au nom de la race et de la science (Im Namen der Rasse und der Wissenschaft), Dokumentarfilm von Sonia Rolley, Axel et Trancrède Ramonet. Produktion Temps noir, Frankreich, 2013, 55' (fr).